# Gas di Fermi
In fisica, in particolare in meccanica statistica, un gas di Fermi è un gas di fermioni. La statistica di Fermi-Dirac permette di determinare la distribuzione dell'energia per un gas di fermioni all'equilibrio termico conoscendone la densità, la temperatura e il set di stati energetici possibili.
Con questo modello possono essere in prima approssimazione descritti i nucleoni all'interno del nucleo atomico o gli elettroni di conduzione in un metallo.

## La statistica di Fermi-Dirac
Un gas di Fermi composto da particelle identiche segue la statistica di Fermi-Dirac, dalla quale si deduce che:
{\displaystyle {\overline {n_{k}}}={\frac {1}{e^{(\varepsilon _{k}-\mu )/kT}+1}}}
che rappresentano i valori medi dei numeri di occupazione per un gas di Fermi. Per un gas di Fermi tutti i numeri di occupazione sono {\displaystyle {\overline {n_{k}}}\leq 1}. La normalizzazione impone:
{\displaystyle N=\sum _{k}{\frac {1}{e^{(\varepsilon _{k}-\mu )/kT}+1}}}
dove N è il numero totale di particelle del gas. Da questa possiamo determinare il potenziale chimico.
L'hamiltoniana di un gas di Fermi costituito da N fermioni di massa m racchiuso all'interno di una scatola cubica di lato L è:
{\displaystyle H_{0}=\sum _{i=1}^{N}{\frac {p_{i}^{2}}{2m}}}
dove l'energia di singola particella è:
{\displaystyle \varepsilon ={\frac {p_{x}^{2}+p_{y}^{2}+p_{z}^{2}}{2m}}}
espressi in termini di autovalori, ovvero i valori di energia accessibili al sistema: {\displaystyle \varepsilon _{k}={\frac {\hbar ^{2}k^{2}}{2m}}}. Tenendo conto della degenerazione di spin {\displaystyle g=2s+1} dove s è lo spin del fermione, il numero di particelle nell'elemento di volume dello spazio delle fasi è:
{\displaystyle gd\tau =g{\frac {dp_{x}dp_{y}dp_{z}dV}{(2\pi \hbar )^{3}}}}
cioè si ha per la distribuzione di Fermi:
{\displaystyle dN={\frac {gd\tau }{e^{(\varepsilon -\mu )/kT}+1}}}
Più precisamente, integrando quest'ultima in {\displaystyle dV} si ottiene la distribuzione dell'impulso:
{\displaystyle dN_{p}={\frac {gVp^{2}dp}{2\pi ^{2}\hbar ^{3}\left[e^{(\varepsilon -\mu )/kT}+1\right]}}}
e siccome {\displaystyle \varepsilon =p^{2}/2m}, si deduce subito la distribuzione di energia:
{\displaystyle dN_{\varepsilon }={\frac {gVm^{3/2}}{{\sqrt {2}}\pi ^{2}\hbar ^{3}}}{\frac {{\sqrt {\varepsilon }}\,d\varepsilon }{e^{(\varepsilon -\mu )/kT}+1}}}
Le ultime due espressioni rappresentano le distribuzioni di Maxwell nel caso di un gas di Fermi. Dalla seconda si ricava l'energia:
{\displaystyle \int _{0}^{\infty }\varepsilon \,dN_{\varepsilon }={\frac {gVm^{3/2}}{{\sqrt {2}}\pi ^{2}\hbar ^{3}}}\int _{0}^{\infty }{\frac {\varepsilon ^{3/2}\,d\varepsilon }{e^{(\varepsilon -\mu )/kT}+1}}}
e il numero totale di particelle:
{\displaystyle N={\frac {gVm^{3/2}}{{\sqrt {2}}\pi ^{2}\hbar ^{3}}}\int _{0}^{\infty }{\frac {{\sqrt {\varepsilon }}\,d\varepsilon }{e^{(\varepsilon -\mu )/kT}+1}}}
che fornisce anche il potenziale termodinamico:
{\displaystyle \Omega =-{\frac {VgT{\sqrt {(m)^{3}}}}{{\sqrt {2}}\pi ^{2}\hbar ^{3}}}\int _{0}^{\infty }{\frac {\varepsilon ^{3/2}\,d\varepsilon }{e^{(\varepsilon -\mu )/kT}+1}}}
Esso coincide con l'energia a meno di un fattore:
{\displaystyle \Omega =-PV={\frac {2}{3}}E}
che è una relazione del tutto generale e vale per tutti i sistemi, sia di Bose, sia di Fermi e di Boltzmann.

## Gas di Fermi completamente degenere
Supponiamo di avere un gas di fermioni di spin {\displaystyle s=1/2} (quindi {\displaystyle g=2s+1=2}), ad esempio elettroni, a temperatura assoluta {\displaystyle T} = 0 K. Gli elettroni a tale temperatura cercano di porsi negli stati a energia minore in modo che il totale dell'energia sia il valore più basso possibile, partendo dallo stato a energia nulla, fino a un certo valore.
Il numero di stati quantistici di un elettrone in un volume V con impulso compreso in {\displaystyle (p,p+dp)} è dato dalla prima delle distribuzioni di Maxwell:
{\displaystyle 2{\frac {4\pi Vp^{2}\,dp}{(2\pi \hbar )^{3}}}=V{\frac {p^{2}\,dp}{\pi ^{2}\hbar ^{3}}}}
Gli elettroni occupano tutti gli stati con impulso uguale a zero (notare che {\displaystyle \varepsilon =p^{2}/2m}) fino al valore {\displaystyle p=p_{F}} detto impulso di Fermi, che equivale nello spazio degli impulsi, al raggio di una sfera detta sfera di Fermi.
Il numero totale di elettroni in questi stati è dato da:
{\displaystyle N={\frac {V}{\pi ^{2}\hbar ^{3}}}\int _{0}^{p_{F}}p^{2}\,dp={\frac {Vp_{F}^{3}}{3\pi ^{2}\hbar ^{3}}}}
da cui possiamo ricavare l'impulso di Fermi:
{\displaystyle p_{F}=(3\pi ^{2})^{1/3}\hbar \left({\frac {N}{V}}\right)^{1/3}}
e l'energia di Fermi:
{\displaystyle \varepsilon _{F}={\frac {p_{F}^{2}}{2m}}=(3\pi ^{2})^{2/3}{\frac {\hbar ^{2}}{2m}}\left({\frac {N}{V}}\right)^{2/3}}
Questo si può vedere anche dai numeri di occupazione medi: infatti al limite {\displaystyle T\to 0}:
{\displaystyle \lim _{T\to 0}{\overline {n_{\mathbf {p} }}}=\lim _{T\to 0}{\frac {1}{e^{(\varepsilon -\mu )/kT}+1}}=\left\{{\begin{matrix}1&\varepsilon <\mu \\0&\varepsilon >\mu \end{matrix}}\right.}
cioè i numeri di occupazione medi diventano una funzione a gradino facendoci pensare al fatto che per {\displaystyle p<p_{F}} oppure {\displaystyle \varepsilon <\varepsilon _{F}} gli elettroni si dispongono a partire dal livello {\displaystyle \varepsilon =0} fino ai livelli {\displaystyle p=p_{F}} oppure {\displaystyle \varepsilon =\varepsilon _{F}} con la condizione che in un livello ci sia al massimo una particella secondo il principio di esclusione di Pauli. Dopo questi valori, per {\displaystyle p>p_{F}} non vi sono più elettroni da sistemare.
Da notare che:
{\displaystyle \varepsilon _{F}=\mu \ }
L'energia totale del gas di Fermi completamente degenere si ottiene dall'integrazione:
{\displaystyle E={\frac {V}{2m\pi ^{2}\hbar ^{3}}}\int _{0}^{p_{F}}p^{4}\,dp={\frac {Vp_{F}^{5}}{10m\pi ^{2}\hbar ^{3}}}}
che, sostituendo l'espressione dell'impulso di Fermi e, nel successivo passaggio, quella dell'energia di Fermi, diventa:
{\displaystyle E={\frac {3(3\pi ^{2})^{2/3}\hbar ^{2}}{10m}}\left({\frac {N}{V}}\right)^{2/3}N={\frac {3}{5}}{N\varepsilon _{F}}}
Infine, usando la relazione generale del potenziale termodinamico, si ottiene:
{\displaystyle P={\frac {(3\pi ^{2})^{2/3}\hbar ^{2}}{5m}}\left({\frac {N}{V}}\right)^{5/3}}
ovvero: la pressione è proporzionale alla densità secondo la potenza 5/3.